# The Scotsman
The Scotsman – dziennik brytyjski, wydawany od 1817 w Edynburgu, do 1855 jako tygodnik. Od sierpnia 2004 roku jako tabloid (oprócz wydania niedzielnego).
Pierwszy numer ukazał się w sobotę, 25 stycznia 1817 roku. Miał 300 egzemplarzy nakładu i kosztował 10 pensów. Stanowisko redaktora naczelnego dzielili między sobą: prawnik William Ritchie oraz geolog, urzędnik celny i dziennikarz Charles Maclaren. W ciągu dwóch lat redaktorzy The Scotsman dali się poznać jako buntownicy, reformatorzy i pionierzy w wielu dziedzinach życia. Dzięki opisywaniu korupcji i nadużyć finansowych w urzędach oraz piętnowaniu łamania prawa przez ważne osobistości, gazeta szybko stała się wiodącym tytułem nie tylko w stolicy Szkocji.
Od czerwca 1855 The Scotsman ukazywał się jako dziennik, pod zmienionym tytułem Daily Scotsman i w nakładzie 6000 egzemplarzy. Do pierwotnej nazwy gazeta wróciła w 1860 roku. Pięć lat później uruchomiła biuro w Londynie, co pozwoliło podnieść nakład do 17000 egzemplarzy. W marcu 1872 The Scotsman uruchomił własny pociąg specjalny do Glasgow, dostarczający gazetę poza Edynburg. Od tego momentu The Scotsman uzyskał status gazety ogólnokrajowej. W roku 1887 gazeta miała 60000 egzemplarzy nakładu, dzięki czemu stała się największym brytyjskim dziennikiem wydawanym poza Londynem.
Obecnie The Scotsman ma charakter konserwatywno-liberalny, stosunkowo niewielki nakład 68 tys. egzemplarzy (spadający wyraźnie w ostatnich latach); własność firmy Barclay Brothers.